# Potterville
Potterville est une ville du comté d'Eaton, dans l'État du Michigan, aux États-Unis. En 2020, sa population était de 3 055 habitants.